# أحمد بن الطاهر الزواقي
أحمد الزواقي (أو الزُّواق بدون ياء النسبة)، المعروف بلقب شيخ الجماعة، هو فقيه وعالم متخصص في العلوم الشرعية واللغوية، وبتوليه مناصب القضاء والتدريس والإفتاء. ولد في مدينة تطوان عام 1276 هـ/1860 م، في أعقاب هجرة سكانها نتيجة دخول القوات الإسبانية إليها. يعود نسبه إلى مدشر الزواقين في قبيلة بني مسارة الحسنية.

## النشأة والتعليم
نشأ أحمد الزواقي في أسرة متدينة؛ بدأ تعليمه في الكتّاب وحفظ القرآن الكريم على يد الفقيهين أحمد العروسي ومحمد البوزراتي، ثم واصل دراسته بحفظ المتون العلمية مثل الأجرومية، وألفية ابن مالك، ومختصر خليل.
التحق بمجلس علماء تطوان، ثم سافر إلى فاس عام 1297 هـ 1879 للدراسة في جامع القرويين، حيث تتلمذ على أيدي أعلام مثل أحمد بن محمد الخياط، ومحمد بن المدني كنون، وعبد الملك الوزاني، وغيرهم. درس مختلف العلوم الشرعية واللغوية حتى عاد إلى تطوان عام 1305 هـ، 1887م وقد استوفى غايته من التعلم.

## مسيرته العلمية والعملية
بعد عودته إلى تطوان، تصدر للتدريس والإفتاء، فبدأ بإقراء الكتب الفقهية والشروح، مثل مختصر خليل، صحيح البخاري، وصحيح مسلم، إلى جانب علوم اللغة والمنطق والبلاغة.، واشتهر بين طلابه ومنهم الفقيه محمد الرهوني الذي تحدث عن تأثيره الكبير في نشر العلم.

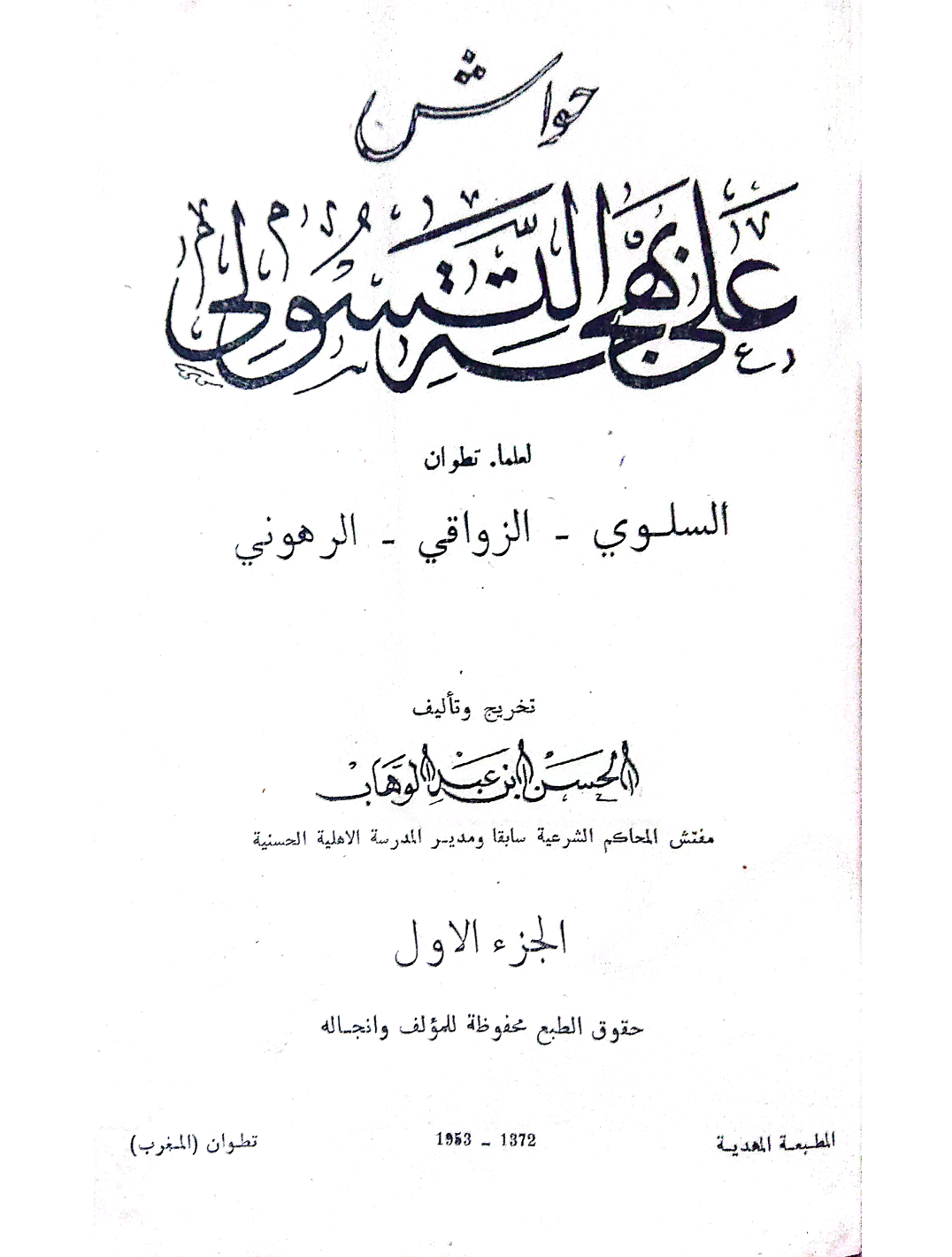
حواش على بهجة التسولي لعلماء تطوان السلوي - الزواقي - الرهوني

تولى الزواقي عدة مهام خلال مسيرته، منها التدريس والإمامة والخطابة. كما عمل كاتبًا لدى النائب السلطاني محمد الطريس بطنجة، لكنه استقال بعد فترة وجيزة اعتراضًا على تدخل الأجانب وسياسات المخزن. عاد إلى تطوان واستأنف عمله في التعليم، إلى جانب توليه العدالة والإفتاء.

## توليه القضاء
عرض عليه منصب القضاء عدة مرات، لكنه كان يرفضه بسبب حلم رآه يُحذره من السعي للمناصب. بعد وفاة قاضي الجماعة التهامي أفيلال عام 1339 هـ/1920 م، قَبِل الزواقي المنصب استجابة لضرورات شرعية، إذ خشي أن يتولاه غير الأكفاء فيقعون في الجور.
مارس القضاء بنزاهة وعدل، واشتهر بصرامته وعدم تهاونه في تطبيق الشرع. مع ذلك، ضاق بالمناصب الحكومية واستعفى بعد ثلاث سنوات. عُيّن قاضيًا مرة أخرى عام 1353 هـ/1934 م، ثم مرة ثالثة في القصر الكبير، حيث تعرض لمحاولة اغتيال دبرها قائد محلي. بعد ذلك، استقال وعاد إلى تطوان.

## مناصب أخرى
عُيّن عام 1344 هـ/1926 م أستاذًا خاصًا للخليفة السلطاني الحسن بن المهدي، ثم عين عام 1367 هـ/1947 م، شيخًا للمعهد الديني العالي بتطوان، حيث تولى الإدارة والتدريس.

## مؤلفاته
لم يخلف الشيخ مؤلفا قائما بذاته سوى بعض الطرر على الزرقاني وبناني وله حواشي على شرح التحفة للتسولي تدل على باع طويل في الفقه، ومعرفة دقيقة بأحكامه.

## وفاته
توفي أحمد الزواقي في 17 جمادى الأولى 1371 هـ/13 فبراير 1952 م عن عمر ناهز 92 عامًا. وترك إرثًا علميًا كبيرا، حيث لم ينقطع عن التدريس والخطابة رغم المهام القضائية والإدارية التي شغلها.